# Красний Зілім
Кра́сний Зілі́м (рос. Красный Зилим, башк. Ҡыҙыл Еҙем) — село у складі Архангельського району Башкортостану, Росія. Адміністративний центр Краснозілімської сільської ради.
Населення — 534 особи (2010; 556 в 2002).
Національний склад:
- росіяни — 92 %

## Видатні уродженці
- Антипін Іван Олексійович — Герой Радянського Союзу.